# Foamite-Childs Corporation
Foamite-Childs Corporation war ein US-amerikanischer Hersteller von Nutzfahrzeugen.

## Unternehmensgeschichte
Das Unternehmen wurde im Jahr 1923 in Utica im Bundesstaat New York gegründet. W. J. Childs wurde Präsident, F. M. Watters Vizepräsident, E. Janeway Sekretär, F. J. Maginniss Schatzmeister und James C. Patterson Direktor. Es bestanden enge Beziehungen zum Feuerwehr- und Feuerlöscherspezialisten O. J. Childs Company und zur Foamite Firefoam Company. Eine Quelle sieht es als Fusion dieser beiden Gesellschaften an.
Im selben Jahr begann die Produktion von Feuerwehrfahrzeugen. Der Markenname lautete Childs, evtl. mit dem Zusatz Thoroughbred. Im Jahr 1927 übernahm American LaFrance das Unternehmen. Im Oktober 1927 wurde über diesen Vorgang berichtet.

## Fahrzeuge
Die Feuerwehrfahrzeuge hatten Fahrgestelle von der Kearns-Dughie Corporation.
Eine Quelle nennt außerdem Schienenreinigungsfahrzeuge.